# كرة القدم في دورة الألعاب الآسيوية 2010 – بطولة السيدات
أقيمت بطولة كرة القدم للسيدات في دورة الألعاب الآسيوية 2010 في غوانغزو في الصين من 8 نوفمبر إلى 25 نوفمبر.
هذه البطولة كانت جزءاً من دورة الألعاب الآسيوية الخامسة عشرة، التي تضم مجموعة متنوعة من الرياضات. شهدت البطولة مشاركة 7 فرق نسائية من مختلف أنحاء آسيا، حيث تنافست هذه الفرق في 13 مباراة لتحديد البطل.
كان المنتخب الياباني هو الفائز بالبطولة، حيث نجح في تحقيق أول ألقابه في هذه المنافسة بعد الفوز في النهائي على منتخب كوريا الشمالية. كما حصلت كوريا الجنوبية على المركز الثالث، بينما احتل المنتخب الصيني المركز الرابع.

## الملاعب
| غوانجو | غوانجو                 | غوانجو         | غوانجو                     |
| تيانهي | بانيو، غوانجو          | يويكسيو        | هوانغبو                    |
| --- | ---------------------- | -------------- | -------------------------- |
| ملعب تيانهي | ملعب المدينة الجامعية ‏ | ملعب يويشيوشان | ملعب مركز هوانغبو الرياضي ‏ |
| السعة: 56,000 | السعة: 50,000          | السعة: 30,000  | السعة: 10,000              |
| |                        |                |                            |
| خريطة غوانغدونغ مع تحديد أماكن استضافة دورة الألعاب الآسيوية لكرة القدم 2010. غوانجوكرة القدم في دورة الألعاب الآسيوية 2010 – بطولة السيدات (قوانغدونغ) |                        |                |                            |

## النتائج
جميع الأوقات بتوقيت الصين القياسي (ت ع م+08:00)

### المباريات التمهيدية

#### المجموعة أ
| م | الفريق         | لعب | ف | ت | خ | أ.له | أ.ع | أ.ف | نقاط |
| - | -------------- | --- | - | - | - | ---- | --- | --- | ---- |
| 1 | كوريا الجنوبية | 3   | 2 | 1 | 0 | 11   | 1   | +10 | 7    |
| 2 | الصين          | 3   | 2 | 1 | 0 | 11   | 1   | +10 | 7    |
| 3 | فيتنام         | 3   | 1 | 0 | 2 | 4    | 7   | −3  | 3    |
| 4 | الأردن         | 3   | 0 | 0 | 3 | 1    | 18  | −17 | 0    |

| كوريا الجنوبية                                                                                | 6–1 | فيتنام           |
| --------------------------------------------------------------------------------------------- | --- | ---------------- |
| جي سو-يون 7' · بارك هي-يونغ 14'، 72' (ركلة.) · نهو ثوي لين 27' (ه.ذ.) · كوان هاه-نول 29'، 77' |     | نغوين ثي موان 1' |

| الصين | 10–1 | الأردن    |
| --- | ---- | --------- |
| ما جون 7'، 44' · تشيه شانشان 13'، 17' · شو يوان 14'، 84' · لي لين 39'، 46' · ليو هوانا 54' · بانغ فنغيو 90' |      | جبارة 19' |

| الأردن | 0–5 | كوريا الجنوبية                                                    |
| ------ | --- | ----------------------------------------------------------------- |
|        |     | جي سو-يون 4'، 32' (ركلة.)، 76' · كوان أون-سوم 39' · يو يونغ-أ 66' |

| الصين           | 1–0 | فيتنام |
| --------------- | --- | ------ |
| تشيه شانشان 87' |     |        |

| فيتنام                                    | 3–0 | الأردن |
| ----------------------------------------- | --- | ------ |
| نغوين ثي هوآ 10'، 60' · نغوين ثي موان 35' |     |        |

| الصين | 0–0 | كوريا الجنوبية |
| --- | --- | --- |
| |     | |
| ركلات الترجيح                                                                                                  |     | |
| تشانغ يوي · ونغ شينزهي · شو يوان · بانغ فنغيو · ليو هوانا · يوان فان · وانغ ييهانغ · تشو جاوبينغ · تشيه شانشان | 7–8 | كيم دو-يون · كيم نا-راي · جون غا-أول · يو جي-أون · جي سو-يون · لي إيون-مي · كوان هاه-نول · هونغ كيونغ-سوك · يو يونغ-أ |

- انتهت كلا الفريقين مرحلة المجموعات بنفس عدد النقاط، فارق الأهداف، والأهداف المسجلة. لذلك تم إجراء ركلات الجزاء على الفور بعد المباراة التي انتهت بـ90 دقيقة لتحديد الفائز في المجموعة، حيث فازت كوريا الجنوبية.

#### المجموعة ب
| م | الفريق         | لعب | ف | ت | خ | أ.له | أ.ع | أ.ف | نقاط |
| - | -------------- | --- | - | - | - | ---- | --- | --- | ---- |
| 1 | اليابان        | 2   | 1 | 1 | 0 | 4    | 0   | +4  | 4    |
| 2 | كوريا الشمالية | 2   | 1 | 1 | 0 | 2    | 0   | +2  | 4    |
| 3 | تايلاند        | 2   | 0 | 0 | 2 | 0    | 6   | −6  | 0    |

| تايلاند | 0–4 | اليابان                                                       |
| ------- | --- | ------------------------------------------------------------- |
|         |     | كيتاموتو 24' · أونو 35' · ساكاجوتشي 60' · ويواسوخو 86' (ه.ذ.) |

| تايلاند | 0–2 | كوريا الشمالية                            |
| ------- | --- | ----------------------------------------- |
|         |     | جونغ بوك-سيم 34' (ركلة.) · را أون-سيم 58' |

| اليابان | 0–0 | كوريا الشمالية |
| ------- | --- | -------------- |
|         |     |                |

### الدور النهائي
|  | نصف النهائي             | نصف النهائي |                            |   | النهائي | النهائي |
|  |                         |             |                            |   |         |         |
|  | 20 نوفمبر               |             |                            |   |         |         |
|  |                         |             |                            |   |         |         |
|  | كوريا الجنوبية          | 1           |                            |   |         |         |
|  | كوريا الجنوبية          | 1           | 22 نوفمبر                  |   |         |         |
|  | كوريا الشمالية (ب.و.إ.) | 3           |                            |   |         |         |
|  | كوريا الشمالية (ب.و.إ.) | 3           | كوريا الشمالية             | 0 |         |         |
|  | 20 نوفمبر               |             | كوريا الشمالية             | 0 |         |         |
|  |                         | اليابان     | 1                          |   |         |         |
|  | اليابان (ب.و.إ.)        | اليابان     | 1                          | 1 |         |         |
|  | اليابان (ب.و.إ.)        |             |                            | 1 |         |         |
|  | الصين                   | 0           |                            |   |         |         |
|  | الصين                   | 0           | مباراة تحديد المركز الثالث |   |         |         |
|  |                         |             |                            |   |         |         |
|  | 22 نوفمبر               |             |                            |   |         |         |
|  |                         |             |                            |   |         |         |
|  | كوريا الجنوبية          | 2           |                            |   |         |         |
|  | كوريا الجنوبية          | 2           |                            |   |         |         |
|  | الصين                   | 0           |                            |   |         |         |

#### نصف النهائي
| اليابان   | 1–0 (ب.و.إ.) | الصين |
| --------- | ------------ | ----- |
| أونو 108' |              |       |

| كوريا الجنوبية  | 1–3 (ب.و.إ.) | كوريا الشمالية                                     |
| --------------- | ------------ | -------------------------------------------------- |
| Yoo Young-a 88' |              | جو يون-مي [الإنجليزية] 45+1' · Ra Un-sim 94'، 119' |

#### مباراة تحديد المركز الثالث
| كوريا الجنوبية                               | 2–0 | الصين |
| -------------------------------------------- | --- | ----- |
| بارك هي-يونغ [الإنجليزية] 2' · جي سو يون 37' |     |       |

#### مباراة تحديد المركز الأول
| كوريا الشمالية | 0–1 | اليابان       |
| -------------- | --- | ------------- |
|                |     | إيوشيميزو 73' |

## الهدافات
عدد الأهداف المُسجلة  86 هدفًا  في 26 مباراة، بمتوسط 3.31 هدفًا في المباراة الواحدة.
5 أهداف
- جي سو يون (كوريا الجنوبية)

3 أهداف
- تشو شانشان (الصين)
- بارك هي-يونغ  [لغات أخرى]‏ (كوريا الجنوبية)
- را أون-سيم (كوريا الشمالية)

هدفان
- لي لين (الصين)
- ما جون (الصين)
- شو يوان (الصين)
- شنوبو أونو (اليابان)
- كوان ها-نول  [لغات أخرى]‏ (كوريا الجنوبية)
- يو يونغ آه (كوريا الجنوبية)
- نغوين تي هوا  [لغات أخرى]‏ (فيتنام)
- نغوين تي موون  [لغات أخرى]‏ (فيتنام)

هدف
- ليو هوانا  [لغات أخرى]‏ (الصين)
- بانغ فنغ يوي  [لغات أخرى]‏ (الصين)
- ميساء جبارة (الأردن)
- أزوسا إيواشيميزو (اليابان)
- أياكو كيتاموتو (اليابان)
- ميزوهو ساكاغوتشي (اليابان)
- كوان إيون-سوم  [لغات أخرى]‏ (كوريا الجنوبية)
- جو يون-مي  [لغات أخرى]‏ (كوريا الشمالية)
- جونغ بوك-سيم  [لغات أخرى]‏ (كوريا الشمالية)

هدف ذاتي
- تيدارات ويواسوكو  [لغات أخرى]‏ (تايلاند) (against JPN)
- نهيو ثوي لينه (فيتنام) (against KOR)

## الترتيب النهائي
| الترتيب | الفريق         | لعب | ف | ت | خ | أ.ل | أ.ع | ف.أ | نقط |
| ------- | -------------- | --- | - | - | - | --- | --- | --- | --- |
| الأول   | اليابان        | 4   | 3 | 1 | 0 | 6   | 0   | +6  | 10  |
| الثاني  | كوريا الشمالية | 4   | 2 | 1 | 1 | 5   | 2   | +3  | 7   |
| الثالث  | كوريا الجنوبية | 5   | 3 | 1 | 1 | 14  | 4   | +10 | 10  |
| 4       | الصين          | 5   | 2 | 1 | 2 | 11  | 4   | +7  | 7   |
| 5       | فيتنام         | 3   | 1 | 0 | 2 | 4   | 7   | −3  | 3   |
| 6       | تايلاند        | 2   | 0 | 0 | 2 | 0   | 6   | −6  | 0   |
| 7       | الأردن         | 3   | 0 | 0 | 3 | 1   | 18  | −17 | 0   |

## الروابط الخارجية
- الموقع الرسمي